# The Cure for Insomnia
The Cure for Insomnia (br: A Cura para a Insônia) é um filme estadunidense, dirigido por John Henry Timmis IV. O filme tem duração de 5.220 minutos, isto é, 87 horas (três dias e 15 horas). Nele aparece o poeta L.D. Groban lendo um poema seu de 4.080 páginas com pequenos cortes de heavy metal e cenas pornográficas.
Só se projetou sem cortes uma vez, no dia de sua estreia, do 31 de janeiro ao 3 de fevereiro de 1987 no Art Institute of Chicago, Illinois. Não se sabe se o filme foi revelado ao público desde então.
Considerando que um DVD normal só pode armazenar 4 horas, The Cure for Insomnia ocuparia 22 discos. Seu propósito original era o de reprogramar o cérebro das pessoas que sofriam insônia.

## História
A cura para insônia é um paradoxo ao nome, já que possui assustadores 5.220 minutos, isto é, 87 horas (três dias e 15 horas). Em comparação à franquia de filmes de Harry Potter, por exemplo, os oito títulos juntos formam uma super série com um total aproximado de 1.191 minutos (o que não chega nem a 24 horas).
Escrito e dirigido por John Henry Timmis IV, A Cura para a Insônia foi desenvolvido como parte de um programa experimental, na tentativa de “reprogramar” o relógio biológico dos insones para que eles pudessem voltar a dormir. Foi exibido pela primeira vez, na íntegra, no Instituto de Arte de Chicago, nos Estados Unidos, em 1987. A sessão começou no dia 31 de janeiro e só terminou no dia 3 de fevereiro.
O ator principal é o poeta americano L.D. Groban, que aparece em cena lendo um poema épico de sua autoria com mais de 4 mil páginas. À leitura da obra literária misturam-se cenas de arquivo com os mais variados temas, de videoclipes e heavy metal a cenas de sexo explícito.